# CKIA-FM
CKIA-FM est une station de radio située à Québec, au Canada, diffusant à la fréquence 88,3 FM avec une puissance de 350 watts.
Fondée sous le nom de Radio Basse-Ville le 31 octobre 1984, CKIA-FM est une des plus anciennes radios communautaires de la ville de Québec.
De 1995 jusqu'en 2011, CKIA-FM occupe des locaux au sein de la coopérative artistique Méduse dans le quartier Saint-Roch. De 2011 à 2020, elle déménage au 335, rue Saint-Joseph, avant de déménager dans sur la rue Saint-Paul dans le quartier Petit-Champlain de Québec à la suite d'une éviction.
CKIA-FM devient officiellement propriétaire de ses studios en 2024, à la suite de l'achat d'un immeuble situé au 556, carré Lépine,,. C'est un retour dans le quartier Saint-Roch qui l'a vu naître quarante ans plus tôt.
La station se distingue dans le paysage radiophonique de Québec par sa mission d'être une radio « qui favorise l’émergence d’une société inclusive, solidaire et progressiste ». Cette mission s'illustre notamment par la présence d'émissions d'informations citoyennes, écologistes, féministes et ouvertes sur les communautés culturelles dans sa programmation. Ses émissions mettent également de l'avant des styles musicaux alternatifs comme la musique du monde, le jazz, le blues ou encore le metal.

## Historique
C'est à l'automne 1978 que se forme le Groupe d'animation par les médias d'intervention communautaire (GAMIC). Ce regroupement veut offrir aux groupes communautaires et populaires de la région de Québec un soutien effectif sur les plans de l'information et de la communication, car, dans les médias écrits et électroniques, les préoccupations et les objectifs des différents groupes concernés sont peu véhiculés. L'un des moyens privilégiés pour redresser cette situation consiste à créer ses propres moyens de communication et d'en contrôler la propriété.
Dans cette perspective, à l'automne 1979, GAMIC entreprend un sondage auprès des groupes populaires pour évaluer leurs besoins et leurs problèmes de communication. Cette enquête permet de constater les besoins criants. Les résultats du sondage semblent indiquer que la mise en place d'une radio communautaire serait un moyen de rétablir l'équilibre en faveur de ceux et celles qui n'ont pas accès aux médias traditionnels.
Ainsi, après plusieurs rencontres avec différents groupes populaires de la Basse-Ville de Québec, le comité d'implantation de Radio Basse-Ville (ancien nom de CKIA-FM) est formé en février 1980. Ce premier comité regroupe différents représentants qui vont prendre en main le travail d'implantation de la radio dans le secteur. À cette époque sont entrepris les premiers contacts avec le ministère de la Culture et des Communications du Québec et avec l'Association des radiodiffuseurs communautaires du Québec (ARCQ), qui offre une aide technique aux médias en implantation. Le Ministère refuse toutefois son soutien financier à l'implantation de Radio Basse-Ville.
Afin de stimuler et d'activer son implantation à l'été 1980, Radio Basse-Ville entreprend des études techniques et socioéconomiques pour aider à sensibiliser le milieu à l'idée de se donner une radio communautaire dans le secteur de la Basse-Ville de Québec. De plus, au cours de ce même été, des négociations sont entreprises avec CKRL-FM, la plus ancienne radio communautaire de Québec, pour voir les formes possibles de soutien mutuel et d'entraide.
À l'automne 1981, Radio Basse-Ville entreprend sa première grande campagne d'adhésion qui lui permet d'inscrire à son actif plus d'une centaine de membres. Le 14 octobre 1981 a lieu l'assemblée officielle de fondation de Radio Basse-Ville. Lors de cette assemblée, est adopté le principe d'ouvrir les négociations avec CKRL-MF pour obtenir une tranche de leur programmation-horaire afin d'aider à la formation technique et radiophonique des bénévoles et de soutenir l'implantation de la radio. De plus, la radio élargit ses appuis dans le milieu par le soutien que lui offre le cégep de Limoilou, le CLSC Basse-Ville et la Caisse populaire de Québec-est.
Au printemps 1982, Radio Basse-Ville signe un protocole d'entente avec CKRL-MF qui lui permet de diffuser sur ses ondes une programmation de 5 heures/semaine, tous les mercredis après-midi, en direct des studios du cégep de Limoilou. Par ailleurs, une deuxième campagne de financement et de membership est lancée à l'automne de 1982, campagne dont les résultats sont très intéressants. La radio va, en effet, compter plus de 500 membres et le nombre de producteurs et productrices bénévoles augmente de façon régulière. Lors de l'assemblée générale de l'automne 1982, les membres décident de poursuivre le projet de collaboration radiophonique avec CKRL-MF mais, surtout, l'assemblée décide d'entreprendre les démarches nécessaires pour obtenir un permis de radiodiffusion autonome de la part du Conseil de la radiodiffusion et des télécommunications canadiennes. Pour obtenir son permis, Radio Basse-Ville a dû présenter une étude technique au ministère des Communications du Canada, une promesse de réalisation auprès du CRTC, qui décrit en quoi allait consister sa programmation et, finalement, une étude de financement qui allait permettre d'évaluer la bonne santé financière de la radio communautaire.
Parallèlement à ces démarches officielles, les liens avec les groupes communautaires se raffinent. Le recrutement de bénévoles, tant pour la production d'émissions radiophoniques que pour l'organisation des structures et du fonctionnement de la future station, s'intensifie. Une campagne spéciale de financement et de promotion se met en branle. L'achat d'équipement et l'aménagement des locaux et des installations démarrent. Le projet suit son cours. Les audiences du CRTC ont lieu et... le permis de radiodiffusion est finalement accordé à Radio Basse-Ville.

### Entrée en ondes
Le 31 octobre 1984, après deux ans d'efforts intenses et soutenus et après six ans de volonté populaire, Radio Basse-Ville entre en ondes sur la fréquence de 96,1 MHz. C'est le début de sa vie active.
Les groupes populaires qui ont participé à l'implantation de Radio Basse-Ville sont :
- le Comité de citoyens du quartier Saint-Sauveur ;
- le Comptoir alimentaire Saint-Sauveur ;
- le Mouvement d'action populaire Limoilou ;
- l'Association coopérative d'économie familiale ;
- les Ami-es de la terre ;
- la Coopérative d'habitation Chez Nous ;
- le Carrefour tiers-monde ;
- la Coopérative de consommation du Faubourg.

Depuis cette époque, Radio Basse-Ville s'est surtout fait connaître par sa programmation originale. Sa diffusion est passée de 30 à près de 115 heures/semaine et la qualité de ses émissions n'a cessé de croître. Outre sa programmation régulière et ses émissions spéciales, Radio Basse-Ville a également assuré sa présence dans le milieu populaire de Québec en participant ou en organisant de nombreuses activités qui se sont déroulées dans les quartiers du centre-ville (Fêtes de la Saint-Jean, soupe populaire, vél-o-ton, 1er mai, journée internationale des femmes le 8 mars, épluchettes, souper du Fonds de solidarité FTQ, dépôt de mémoire sur l'urbanisme, manifestations populaires ou syndicales, soirées bénéfices, disco-mobile, etc.). Que ce soit par l'entremise des ondes ou par sa présence dans le milieu, Radio Basse-Ville s'est toujours considérée comme le porte-voix des sans-voix.
Si l’organisme est né sous l’appellation Radio Basse-Ville et si ce nom reste toujours son nom d’incorporation, il est maintenant convenu de parler de CKIA. Cette décision fut prise en septembre 2001, au moment où le territoire de la ville, mais aussi l’aire de rayonnement de la radio, passant de 6,8 à 350 watts, s’agrandissaient. Il s’agissait alors de mieux refléter ces nouvelles réalités.
CKIA-FM travaille depuis plusieurs années à développer son créneau singulier et se faire connaître davantage dans la région de Québec. Une réactualisation de la mission, adoptée en assemblée générale en 2009, doit permettre de simplifier cette démarche.
CKIA s'est démarqué avec plusieurs projets au cours des dernières années comme la présentation de la journée interculturelle Rondo Mondo sur Place d'Youville, la création d'une émission sur l'immigration féminine dans la ville de Québec, Égalité: genre féminin, primée d'un prix Égalité remis par le ministère des Communications, de la Culture et de la Condition féminine en 2010, mais aussi par plusieurs programmations ponctuelles pour le Mois de l'histoire des Noirs et la Semaine d'actions contre le racisme.
En 2020, l'application CKIA FM apparaît pour les téléphones intelligents sur Google Android et Apple store. Elle devient aussi un média radio-producteur-diffuseur de contenus audio avec sa plateforme de balados : "Créations Originales"

## Statistiques
Les plus récents sondages sur les cotes d’écoute de CKIA FM ont été réalisés par la institut de sondages CROP en mai et juin 2007. Ils ont montré que CKIA avait :
- 58 000 auditeurs et auditrices fidèles dans la grande région de Québec, soit 9,1 % de la population ;
- un auditoire croissant (8,5 % d'augmentation en 2007) ;
- un large éventail d'émissions qui rejoint différents publics.